# 망부석 (영화)
"망부석"은 한국에서 제작된 임권택 감독의 1963년 영화이다. 이경희 등이 주연으로 출연하였고 차태진 등이 제작에 참여하였다.

## 출연

### 주연
- 이경희
- 최남현
- 강신성일

### 조연
- 강미애
- 김운하
- 도금봉

## 기타
- 원작자: 이서구
- 조명: 장기종
- 미술: 박석인